# Atentado à Igreja de Mar Elias
Em 22 de junho de 2025, um indivíduo abriu fogo e detonou um explosivo dentro da igreja ortodoxa grega de Mar Elias (Santo Elias) enquanto os fiéis rezavam em Damasco, na Síria, matando pelo menos 22 pessoas e ferindo outras 63. Segundo a mídia local, as vítimas incluíam crianças. O Ministério do Interior da Síria afirma que foi perpetrado pelo Estado Islâmico, enquanto um grupo autodenominado Saraya Ansar al-Sunnah assumiu a autoria do ataque.
O ataque foi o primeiro atentado suicida em Damasco desde a queda do regime de Bashar al-Assad em 2024 e um dos mais mortíferos em anos.

## Ataque
Em 22 de junho de 2025, um homem-bomba, cobrindo o rosto, abriu fogo antes de detonar seu colete explosivo na entrada quando uma multidão o atacou dentro da igreja de Mar Elias durante a missa, enquanto 350 pessoas rezavam em Damasco. O bispo, Moussa Khoury, disse que o agressor também jogou uma granada na igreja durante a missa da tarde. Uma testemunha disse que viu o terrorista acompanhado por outros dois que fugiram enquanto ele dirigia perto da igreja. Meletius Shahati, um padre da igreja, disse que havia um segundo atirador que atirou na porta da igreja antes que a outra pessoa se detonasse. Uma fonte de segurança disse que dois homens estavam envolvidos no ataque, incluindo o homem-bomba.

## Vítimas
O Ministério da Saúde da Síria disse que pelo menos 23 pessoas foram mortas, incluindo o perpetrador, e outras 63 ficaram feridas. Outros relatórios disseram que pelo menos 26 pessoas foram mortas, incluindo o perpetrador, e outras 52 ficaram feridas, muitas delas gravemente, com o número de mortos previsto para aumentar. O canal de televisão israelense i24NEWS relatou que pelo menos 30 pessoas foram mortas e dezenas de outras ficaram feridas. O Observatório Sírio de Direitos Humanos disse que houve pelo menos 19 mortes e dezenas de feridos, mas não deu números exatos. A mídia local disse que crianças estavam entre as vítimas. A mídia estatal disse que pelo menos 22 pessoas foram mortas, com mais corpos sendo recuperados e dezenas de outras ficaram feridas.